# 讓-呂克·曼達巴
讓-呂克·曼達巴（英語：Jean-Luc Mandaba，1943年8月15日－2000年10月22日）曾經擔任中非共和國總理，任期自1993年10月25日到1995年4月12日為止，而當時中非共和國總統為安熱-費利克斯·帕塔塞。

## 外部連結
- 2002 United Nations Emergency and Security Service report on the Central African Republic（页面存档备份，存于）
- （法文） Report on his and his son's deaths（页面存档备份，存于）